# Homo homini lupus
Homo homini lupus is een Latijns gezegde dat betekent "de mens is een wolf voor zijn medemens". De uitdrukking komt voor het eerst voor in Asinaria, een toneelstuk van de Romeinse schrijver Plautus ±200 v.Chr.: "lupus est homo homini" (regel 495).
Montaigne besprak het in zijn Essais (boek III, hoofdstuk V) en Erasmus in zijn Adagia (I, 70), met als Griekse versie: Ἄνθρωπος ἀνθρώπου λύκος. Beiden deden dit samen met de pendant Homo homini Deus, door Symmachus toegeschreven aan Caecilius Statius (Epistolae, IX, 114).
Later werd het gezegde gebruikt in het filosofische werk De cive (Over de burger, 1651) van Thomas Hobbes: "Om onpartijdig te spreken, beide gezegden zijn zeer juist: dat de mens voor de mens een soort God is; en dat de mens voor de mens een doortrapte wolf is. Het eerste is waar, als we burgers onder elkaar vergelijken; en het tweede, als we steden vergelijken." In de waarneming van Hobbes weerklinkt het citaat van Plautus, die wilde zeggen dat het inherent is aan de mens zelfzuchtig te zijn.
De uitdrukking wordt soms vertaald als "de mens is de wolf van de mens", hetgeen kan betekenen dat de een de ander tot prooi maakt. 'Homo homini lupus' wordt vaak gezegd over de gruwelen waar een mens toe in staat is.
De Romeinse filosoof Seneca schreef een tegengestelde uitdrukking: 'Homo res sacra homini', ofwel 'de mens is iets heiligs voor de mens'.